# Micrasema karunam
Micrasema karunam är en nattsländeart som beskrevs av Schmid 1992. Micrasema karunam ingår i släktet Micrasema och familjen bäcknattsländor. Inga underarter finns listade i Catalogue of Life.